# Gerardo Meil
Gerardo Meil Landwerlin (ur. 3 stycznia 1958 w San Sebastián) – hiszpański socjolog, wykładowca na Universidad Autónoma de Madrid.

## Książki
- La política familiar en España (2001)
- Necesidades y recursos para la conciliación de la vida familiar y laboral en la Comunidad de Madrid (2003)
- Las uniones de hecho en España (2003)
- El reparto de responsabilidades familiares y domésticas en la Comunidad de Madrid (2005)